# Olesia Stefanko
Olesya Stefanko (en ucraniano: Олеся Стефанко) (25 de junio de 1988, Kolomyia) es una modelo ucraniana que fue coronada Miss Ucrania Universo y representó a su país en Miss Universo 2011 en São Paulo (Brasil), quedando en la posición de primera finalista, resultando como ganadora Leila Lopes, de Angola.

## Comienzos
Stefanko fue nombrada Miss Odesa de la Academia Nacional de Derecho en 2008, como estudiante del Instituto de Juicios e Investigación, donde se graduó con el título de Derecho en 2012 y planeaba comenzar su carrera en la Procuraduría de Kiev. Actualmente reside en Los Ángeles, Estados Unidos .

## Miss Universo 2011
Olesya compitió en Miss Universo 2011 por Ucrania, obteniendo la posición de primera finalista (2.ª en el orden).